# Henri de Mayenne
Henryk Lotaryński, fra. Henri de Mayenne (ur. 20 grudnia 1578 w Dijon, zm. 20 września 1621 pod Montauban) – francuski arystokrata, najstarszy syn Karola Lotaryńskiego, księcia Mayenne, i Henrietty Sabaudzkiej, markizy Villars.
W 1595 został gubernatorem Île-de-France. W latach 1596–1621 był Wielkim Szambelanem Francji. W 1599 otrzymał tytuł księcia d'Aiguillon. Po śmierci ojca w 1611 odziedziczył tytuły księcia de Mayenne, markiza de Villars, hrabiego Maine, Tende i Sommerive. Został również parem Francji. 17 października 1610 był obecny przy koronacji króla Ludwika XIII. W 1621 brał udział w oblężeniu Montaubon. Zginął tam od kuli z muszkietu. Został pochowany w klasztorze karmelitów w Aiguillon.
W lutym 1599 w Soissons poślubił Henriettę de Nevers (23 września 1571 - 3 sierpnia 1614), córkę Ludwika IV, księcia de Nevers, i Henrietty, córki Franciszka I, księcia de Nevers. Henryk i Henrietta nie mieli razem dzieci.